# Stuk
|  | For Herman Bangs roman, se Stuk (roman) |
Stuk (it. stucco) er let, plastisk gips af pulveriseret marmor og lim, undertiden forstærket med fæhår eller metaltråd. Som oftest er stuk hvidt, men kan også være gennemfarvet, bemalet eller forgyldt. Kunstværker og dekorationer udført i stuk kaldes stukkatur og laves af stukkatører.
Stuk anvendes til skulpturer og til arkitektoniske udsmykninger. Teknikken var meget brugt i 15-, 16- og 1700-tallet og var især egnet til barokkens og rokokoens dekorative udsmykninger. Dygtige stukkatører kunne skabe et materiale, som så ud som marmor med store mængder lim og farve i blandingen, såkaldt stucco lustro.
I almindeligt boligbyggeri opført i slutningen af 1800-tallet blev stukudsmykning af især stuelofter meget udbredt.
Forfatteren Herman Bang skrev i 1887 romanen Stuk, der handler om pynt og facade i samfundet, på samme måde som stuk i bygninger fra klunketiden.